# Batman: Vittoria oscura
Batman: Vittoria oscura (Batman: Dark Victory) è una miniserie a fumetti di Batman, scritta da Jeph Loeb e disegnata da Tim Sale.
Le vicende raccontate, che si svolgono successivamente alla saga Il lungo Halloween, sono ambientate durante il terzo/quarto anno della carriera di Batman, e sono incentrate sulla comparsa di un nuovo serial killer, L'impiccato. L'opera riprende alcuni personaggi introdotti in Batman: Anno uno, e vengono inoltre rinarrate le origini di Robin.
Nel 2004 Loeb e Sale hanno realizzato Catwoman: Vacanze romane (Catwoman: When in Rome), storia che si svolge in contemporanea a Vittoria oscura e racconta del periodo trascorso in Italia da Selina Kyle.

## Trama
He was a good man. Driven. Honest. Trustworty.

When it was over, Carmine Falcone was dead.

We had won the war...

Era un uomo capace. Motivato. Onesto. Fidato.

Quando tutto finì, Carmine Falcone era morto.

Avevamo vinto la guerra..

...ma avevamo perso Harvey Dent.»
(Batman)
Gotham City. Janice Porter, procuratore distrettuale successore di Harvey Dent, decide di far riaprire il caso di Alberto Falcone, il presunto killer Festa, anche contro la volontà di James Gordon. Nel frattempo, la figlia del boss Carmine "Romano" Falcone, Sofia Falcone Gigante, ormai ridotta in sedia a rotelle, prende in mano gli affari del padre e decide di vendicarsi di Dent.
La notte di Halloween Batman si reca ad Arkham e parla con Due Facce, che rinnega la sua precedente vita; durante un attentato all'istituto, il criminale ed altri detenuti riescono ad evadere, ma non Alberto Falcone, il quale viene poi rilasciato per la riapertura del caso. Subito dopo, il capo della polizia Clancy O'Hara viene ritrovato impiccato, con accanto un documento trafugato dell'archivio di Dent con disegnato sopra il gioco dell'impiccato, che come soluzione dà la frase «Nessuno è al sicuro». Dopo di lui, nella stessa maniera vengono assassinati l'ex commissario Gillian B. Loeb, e l'altrettanto corrotto detective John Flass. Batman si muove sulle tracce di Tony Zucco, collegato allo Spaventapasseri, che riesce però a sfuggirgli; Alberto Falcone, altro sospettato di essere "L'impiccato", si dichiara innocente. Nelle fogne, ultimo rifugio di Dent, Solomon Grundy conduce l'Uomo Pipistrello in una stanza simile all'ufficio dell'ex P.D. Dent, che però viene fatta esplodere. Intanto, Lucia Viti, capo del clan mafioso di Chicago, si reca a Gotham per "osservare" l'operato della cugina Sofia.
Gli omicidi dell'"Impiccato" proseguono con il tenente Brandon ed il detective Pratt, ed in seguito gli altri poliziotti Kevin Sullivan e Bill Kelly. Selina Kyle, stufa di come Bruce Wayne trascuri la loro relazione, si trasferisce da Gotham. Nel frattempo Gordon pare riappacificarsi con la moglie Barbara.
La Porter si rivela l'amante di Due Facce, il quale organizza un "processo" a Julian Day, l'Uomo Calendario, che lo fa riflettere sulla prossima vittima del nuovo Killer, considerando la ricorrenza del 1º aprile. A sua volta Batman riflette su alcuni indizi, come le lettere scartate nel gioco dell'impiccato, la foto ritrovata di Gilda Dent, e la conoscenza diretta delle vittime da parte di Harvey. Dopo l'omicidio di Stan Merkel, Gordon rischia di essere la successiva vittima, ma Due Facce lo salva, apparendo ancora più ambiguo. Alcuni indizi suggeriscono l'implicazione di Mario Falcone, che rischia la vita in un attentato da parte del Joker, mentre il detective Gustaffson è l'ennesima vittima.
Zucco intanto intende usare il circo Haly come copertura per il contrabbando, ed intimidisce il proprietario uccidendo gli acrobati "Flying Grayson" durante uno spettacolo, inscenando un incidente. Bruce assiste alla scena e, vedendo la stessa sua tragedia riflessa in quella del loro figlio Dick, decide di adottare il ragazzino. Scettico sull'incidente occorso ai genitori, Dick si lancia ad indagare, e Batman, comprendendo la sua voglia di giustizia e vendetta, decide di coinvolgerlo nella sua "missione", iniziando ad allenarlo.
In un raid nelle fognature da parte di Gordon e dei suoi uomini, Dent viene arrestato e riconosciuto come l'Impiccato, ma durante il processo evade; la Porter lo raggiunge, ma viene uccisa: Dent le ricorda infatti che lui è un uomo sposato. Il suo cadavere viene ritrovato nel letto di Alberto Falcone, al fine di fargli credere di essere un pazzo assassino, ma dietro a questo vi è Julian Day, desideroso di non essere dimenticato. Alberto neutralizza Day, che viene arrestato, e scappa rifugiandosi da Sofia, che salva da Joker. Dick intanto suggerisce che il messaggio possa essere «nove sono al sicuro», cioè un riferimento alla famiglia Falcone.
La sera del Columbus Day, Joker, Poison Ivy, Mister Freeze, Spaventapasseri e Grundy, agli ordini di Due Facce, assassinano Umberto e Pino Maroni, Lucia Viti, Edward Skeevers e Bobby Gazzo. Batman, dopo aver sentito da Catwoman i movimenti di Sofia Falcone, comprende come sia proprio lei il famigerato Impiccato. La donna, animata dalla vendetta nei confronti di chi ha aiutato Dent contro il padre, e che si era finta paralizzata per allontanare i sospetti, ingaggia una lotta con Batman, ma viene uccisa da Due Facce. I criminali invece vengono neutralizzati dall'Uomo Pipistrello e dal nuovo partner, Robin.
That remains unchanged. Only now...

Tutto questo resta invariato. Ma adesso...

..non sono più solo.»
(Batman)

## Edizioni
I quattordici capitoli che compongono la saga furono originariamente pubblicati da DC Comics in una collana mensile tra il 1999 e il 2000.
In Italia sono stati pubblicati da Play Press in tre volumi (ottobre e dicembre 2000, aprile 2001). Nel giugno 2008 Planeta DeAgostini ha pubblicato un volume cartonato che raccoglie l'intera saga Batman: La leggenda (n. 65-66).

## Critica
Hilary Goldstein (IGN) posiziona Vittoria oscura al numero 8 tra le 25 migliori storie di Batman, sottolineando come non sia al livello de Il lungo Halloween poiché da esso vi dipende troppo, ma grazie a quegli eventi esplora al meglio la psicologia di Batman.
Dave Wallace (Comics Bulletin) disse che non raggiunge gli standard di Il lungo Halloween, ma la comprensione del personaggio da parte di Loeb e i disegni di Sale ne colpiscono comunque di alti.
Sion Smith (Counter Culture) spiegò che l'opera in realtà lavora sulla «pazienza», una volontà di lasciare la storia andare dove c'è bisogno che vada. Lodò poi l'affresco di una città in guerra offerto da Tim Sale, e il racconto di Jeph Loeb, definendolo «scorrevole come ci si aspetta da lui».
Vittoria oscura, insieme a Il lungo Halloween, è inoltre la saga preferita dall'attore Christian Bale, interprete di Batman in Batman Begins, Il cavaliere oscuro e Il cavaliere oscuro - Il ritorno.

## Citazioni
- L'incontro tra Gordon e l'anziano e idealista collega O'Hara su un ponte è un chiaro omaggio alla stessa scena con protagonisti Kevin Costner e Sean Connery del film di The Untouchables - Gli intoccabili (1987) di Brian De Palma.
- La scena in cui Alberto Falcone si risveglia e si ritrova un cadavere nel letto si svolge esattamente come la scena in cui Jack Woltz (John Marley) si sveglia e si ritrova la testa di cavallo, nel film Il padrino (1972) di Francis Ford Coppola.